# Tour de France 1968
| 55. Tour de France 1968 – Endstand |                         |                           |
| Streckenlänge                      | 22 Etappen, 4684,8 km   | 22 Etappen, 4684,8 km     |
| Toursieger                         | Jan Janssen             | 133:49:42 h (35,006 km/h) |
| Zweiter                            | Herman Van Springel     | + 0:38 min                |
| Dritter                            | Ferdinand Bracke        | + 3:03 min                |
| Vierter                            | Gregorio San Miguel     | + 3:17 min                |
| Fünfter                            | Roger Pingeon           | + 3:29 min                |
| Sechster                           | Rolf Wolfshohl          | + 3:46 min                |
| Siebenter                          | Lucien Aimar            | + 4:44 min                |
| Achter                             | Franco Bitossi          | + 4:59 min                |
| Neunter                            | Andrés Gandarias        | + 5:05 min                |
| Zehnter                            | Ugo Colombo             | + 7:55 min                |
| Punktewertung                      | Franco Bitossi          | 241 P.                    |
| Zweiter                            | Walter Godefroot        | 219 P.                    |
| Dritter                            | Jan Janssen             | 200 P.                    |
| Bergwertung                        | Aurelio González Puente | 96 P.                     |
| Zweiter                            | Franco Bitossi          | 84 P.                     |
| Dritter                            | Julio Jiménez           | 72 P.                     |
| Teamwertung                        | Spanien                 | Spanien                   |

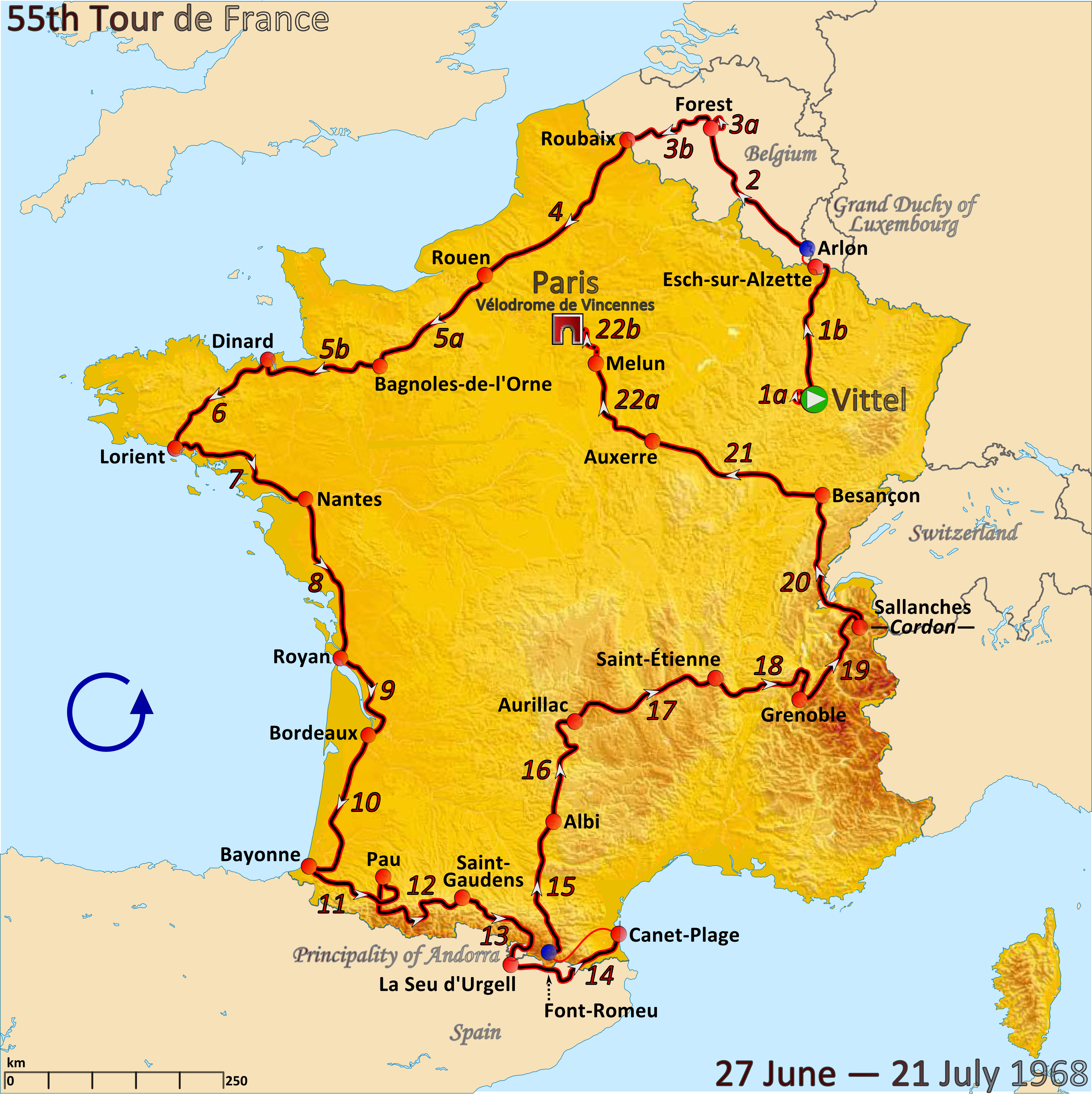
Streckenkarte der Tour de France 1968

Die 55. Tour de France fand vom 27. Juni bis zum 21. Juli 1968 statt und führte über 22 Etappen mit 4.685 km.
Nach dem Tod des Briten Tom Simpson im Vorjahr wurden regelmäßige Dopingkontrollen eingeführt. Es nahmen 110 Rennfahrer an der Rundfahrt teil, von denen 63 klassifiziert wurden.

## Rennverlauf

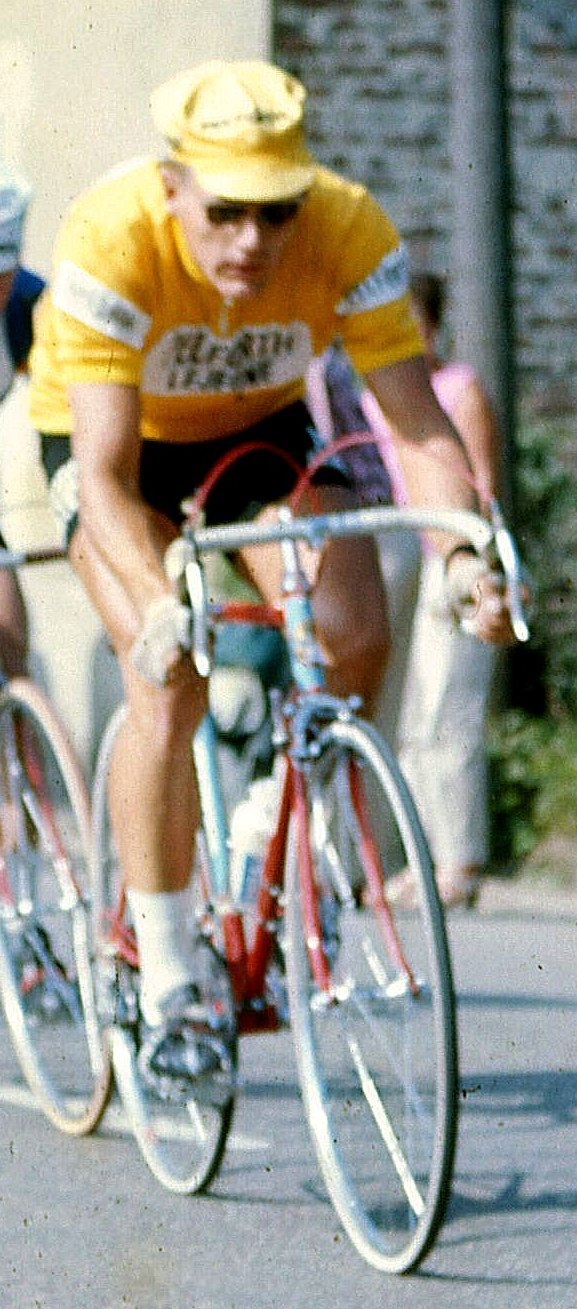
Jan Janssen, 1968

Charly Grosskost aus Frankreich konnte am ersten Tag sowohl den Prolog als auch die erste Etappe gewinnen. Nach dem Sieg seiner belgischen Mannschaft konnte Herman Van Springel beim Mannschaftszeitfahren die Gesamtführung übernehmen. Das Gelbe Trikot des Spitzenreiters konnte er aber zunächst nur für zwei Tage tragen. Auf der fünften Etappe übernahm es Van Springels Landsmann Georges Vandenberghe, der auf der Etappe nach Vorst in einer Ausreißergruppe mehrere Minuten Vorsprung auf alle Favoriten herausgefahren hatte. Seine Führung in der Gesamtwertung konnte er über die Pyrenäen retten und konnte sie bis zur 16. Etappe verteidigen.
Auf der 15. Etappe nach Albi stürzte der erneut als Favorit gestartete Raymond Poulidor nach einer Kollision mit einem Presse-Motorrad und musste nach einer schweren Kopfverletzung das Rennen aufgeben. Für die Franzosen war es nur ein schwacher Trost, dass der Vorjahressieger Roger Pingeon diese Etappe sowie vier Tage später in Grenoble gewinnen konnte.
Dem Deutschen Rolf Wolfshohl gelang es schließlich, die Gesamtführung von Vandenberghe zu übernehmen, er konnte zwei Tage im gelben Trikot fahren, das er nach einem Sturz auf der 18. Etappe verlor. Er beendete die Rundfahrt als Sechster.
Herman Van Springel aus Belgien konnte, nachdem er das Gelbe Trikot bereits zu Beginn der Rundfahrt getragen hatte, die Gesamtführung auf der 19. Etappe übernehmen. Obwohl zu diesem Zeitpunkt alle schweren Bergetappen absolviert waren, lagen mehrere Fahrer an der Spitze eng zusammen: Van Springel hatte nur einen Vorsprung von 12 Sekunden auf Gregorio San Miguel aus Spanien, 16 Sekunden auf den Niederländer Jan Janssen.
Auf dem abschließenden Einzelzeitfahren in Paris fiel die Entscheidung zugunsten Janssens, der bereits die 14. Etappe gewonnen hatte und sich mit dem Gewinn des letzten Zeitfahrens noch mit 38 Sekunden an Van Springel vorbeischieben konnte. Der erste Sieg eines Niederländers war zugleich der bis dahin knappste Sieg in der Tourgeschichte.
Die Punktewertung, deren Führender 1968 ausnahmsweise mit einem roten Trikot ausgezeichnet wurde, gewann der Italiener Franco Bitossi. Er gewann zugleich noch die neu eingeführte Kombinationswertung, die sich aus den Leistungen im Gesamtklassement sowie der Punkte- und Bergwertung zusammensetzte. Die Bergwertung gewann Aurelio González Puente. 
Der Start der deutschen Mannschaft wurde erst durch eine Spendenaktion ermöglicht. Der Bund Deutscher Radfahrer, die Vereinigung Deutscher Berufsradfahrer und der Verband Deutscher Radrennveranstalter baten die Öffentlichkeit um Spenden zur Ausstattung des deutschen Tourteams.

## Die Etappen
| Etappen        | Tag      | Start – Ziel                            | km         | Etappensieger           | Gelbes Trikot        |
| -------------- | -------- | --------------------------------------- | ---------- | ----------------------- | -------------------- |
| 1. Etappe (a)  | 27. Juni | Vittel                                  | 6,1 (EZF)  | Charly Grosskost        | Charly Grosskost     |
| 1. Etappe (b)  | 27. Juni | Vittel – Esch-sur-Alzette (LUX)         | 189        | Charly Grosskost        | Charly Grosskost     |
| 2. Etappe      | 28. Juni | Arlon (BEL) – Forest/Vorst (BEL)        | 210,5      | Eric De Vlaeminck       | Charly Grosskost     |
| 3. Etappe (a)  | 29. Juni | Forest/Vorst (BEL) – Forest/Vorst (BEL) | 22 (MZF)   | Belgien A               | Herman Van Springel  |
| 3. Etappe (b)  | 29. Juni | Forest/Vorst (BEL) – Roubaix            | 112        | Walter Godefroot        | Herman Van Springel  |
| 4. Etappe      | 30. Juni | Roubaix – Rouen                         | 238        | Georges Chappe          | Jean-Pierre Genet    |
| 5. Etappe (a)  | 1. Juli  | Rouen – Bagnoles-de-l’Orne              | 165        | André Desvages          | Georges Vandenberghe |
| 5. Etappe (b)  | 2. Juli  | Bagnoles-de-l'Orne – Dinard             | 154,5      | Jean Dumont             | Georges Vandenberghe |
| 6. Etappe      | 3. Juli  | Dinard – Lorient                        | 188        | Aurelio González Puente | Georges Vandenberghe |
| 7. Etappe      | 4. Juli  | Lorient – Nantes                        | 190        | Franco Bitossi          | Georges Vandenberghe |
| 8. Etappe      | 5. Juli  | Nantes – Royan                          | 223        | Daniel Van Rijckeghem   | Georges Vandenberghe |
| 9. Etappe      | 6. Juli  | Royan – Bordeaux                        | 137,5      | Walter Godefroot        | Georges Vandenberghe |
| Ruhetag        |          |                                         |            |                         |                      |
| 10. Etappe     | 8. Juli  | Bordeaux – Bayonne                      | 202,5      | Gilbert Bellone         | Georges Vandenberghe |
| 11. Etappe     | 9. Juli  | Bayonne – Pau                           | 183,5      | Daniel Van Rijckeghem   | Georges Vandenberghe |
| 12. Etappe     | 10. Juli | Pau – Saint-Gaudens                     | 226,5      | Georges Pintens         | Georges Vandenberghe |
| 13. Etappe     | 11. Juli | Saint-Gaudens – La Seu d’Urgell (ESP)   | 208,5      | Herman Van Springel     | Georges Vandenberghe |
| 14. Etappe     | 12. Juli | La Seu d’Urgell (ESP) – Canet-Plage     | 231,5      | Jan Janssen             | Georges Vandenberghe |
| 15. Etappe     | 13. Juli | Font Romeu – Albi                       | 250,5      | Roger Pingeon           | Georges Vandenberghe |
| 16. Etappe     | 14. Juli | Albi – Aurillac                         | 199        | Franco Bitossi          | Rolf Wolfshohl       |
| 17. Etappe     | 15. Juli | Aurillac – Saint-Étienne                | 236,5      | Jean-Pierre Genet       | Rolf Wolfshohl       |
| Ruhetag        |          |                                         |            |                         |                      |
| 18. Etappe     | 17. Juli | Saint-Étienne – Grenoble                | 235        | Roger Pingeon           | Gregorio San Miguel  |
| 19. Etappe     | 18. Juli | Grenoble – Sallanches                   | 200        | Barry Hoban             | Herman Van Springel  |
| 20. Etappe     | 19. Juli | Sallanches – Besançon                   | 242,5      | Jozef Huysmans          | Herman Van Springel  |
| 21. Etappe     | 20. Juli | Besançon – Auxerre                      | 242        | Eric Leman              | Herman Van Springel  |
| 22. Etappe (a) | 21. Juli | Auxerre – Melun                         | 136        | Maurice Izier           | Herman Van Springel  |
| 22. Etappe (b) | 21. Juli | Melun – Paris                           | 55,2 (EZF) | Jan Janssen             | Jan Janssen          |